# And the Beat Goes On
And the Beat Goes On ist ein Lied der US-amerikanischen R&B- und Soul-Band The Whispers aus dem Jahr 1979, das von Leon Sylvers III, Stephen Shockley und William Shelby geschrieben wurde. Es erschien auf dem Album The Whispers.

## Geschichte
Die Veröffentlichung auf dem Album war am 24. Oktober 1979. Nach der Veröffentlichung der Single ebenfalls 1979 erreichte der Song Platz 19 in den Billboard Hot 100 sowie Platz eins in den Billboard Hot R&B/Hip-Hop Songs- und Billboard Hot Dance Club Play Charts. Erst 1987 landete es in Frankreich auf Platz 39. Es war der einzige Hit der Whispers in Deutschland und der erste Hit in Großbritannien.
Das Musikvideo zeigt einen Liveauftritt der Band mit Gesang und Tanz.

## Coverversionen
- 1988: MC Miker G & Deejay Sven (And The Bite Goes On)
- 1989: Monie Love (I Can Do This)
- 1997: Will Smith (Miami)
- 2005: Gerald Albright
- 2008: Madonna (Liveversion)